# Flammarion (cràter marcià)
|  | Aquest article tracta sobre un cràter de Mart. Si cerqueu un cràter de la Lluna, vegeu «Flammarion (cràter)». |

Flammarion és un cràter d'impacte de grans proporcions del planeta Mart situat al quadrangle Syrtis Major, al nord del cràter Schöner, al nord-est de Tikhonravov, a l'est de Cassini, al sud de Rudaux, al sud-est de Quenisset i al nord-oest de Antoniadi, situat amb el sistema de coordenades planetocèntriques a 26.69 ° latitud N i 49.9 ° longitud E. L'impacte va causar un clot de 173.7 quilòmetres de diàmetre. El nom va ser aprovat l'any 1973 per la Unió Astronòmica Internacional, en honor de l'astrònom francès Camille Flammarion (1842-1925).